# HTC Magic
HTC Magic, även kallad HTC Sapphire, är en smartphone från HTC. Telefonen är den andra mobiltelefonen från HTC med operativsystemet Android. Magic är den första Android baserade telefonen som lanserats officiellt i Sverige. Google har meddelat att Magic skall få möjlighet att uppgraderas till Android 2.2 Froyo. Oklart är dock om detta gäller den svenska varianten av telefonen